# Outer Lee Island
Outer Lee Island är en ö i Sydgeorgien och Sydsandwichöarna (Storbritannien). Den ligger i den nordvästra delen av Sydgeorgien och Sydsandwichöarna.
Terrängen på Outer Lee Island är platt. Öns högsta punkt är 27 meter över havet.